# 585 Bilkis
585 Bilkis è un asteroide della fascia principale del diametro medio di circa 58,09 km. Scoperto nel 1906, presenta un'orbita caratterizzata da un semiasse maggiore pari a 2,4306471 UA e da un'eccentricità di 0,1295775, inclinata di 7,55663° rispetto all'eclittica.
Bilqis era, secondo la tradizione islamica, il nome della mitica Regina di Saba che si recò in visita a Salomone.